# Élections à Orléans
 (avril 2022).
Cette page recense les résultats de l'ensemble des votes, élections et référendums ayant eu lieu dans la commune d'Orléans (Loiret) depuis 2000.

## Élections municipales

### 2008
Les élections municipales de 2008 ont lieu le 9 et le 16 mars 2008. Pour la commune d'Orléans, les conseillers municipaux sont élus selon le mode de scrutin de liste à deux tours avec représentation proportionnelle. 55 sièges sont à pourvoir. 4 listes sont déposées. À l'issue des élections qui se déroulent en deux tours et dont les résultats figurent ci-après, Serge Grouard est élu maire.
|                                           | Nuance                                    | Tête de liste                             | Liste                                     | Premier tour   | Premier tour | Premier tour | Second tour    | Second tour | Second tour | Sièges |
| Voix                                      | Nuance                                    | Tête de liste                             | Liste                                     | %              | %            | Voix         | %              | %           |             | Sièges |
| Voix                                      | Nuance                                    | Tête de liste                             | Liste                                     | Exprimés       | Inscrits     | Voix         | Exprimés       | Inscrits    |             | Sièges |
| ----------------------------------------- | ----------------------------------------- | ----------------------------------------- | ----------------------------------------- | -------------- | ------------ | ------------ | -------------- | ----------- | ----------- | ------ |
|                                           | LMC (Liste majorité-centristes)           | Serge Grouard                             | Orléans Passionnément                     | 17 279         | 49,44 %      | 26,96 %      | 19288          | 51,37 %     | 30,1 %      | 42     |
|                                           | UG                                        | Jean-Pierre Sueur                         | Orléans Gagnant                           | 15 749         | 45,06 %      | 24,58 %      | 18257          | 48,63 %     | 28,49 %     | 13     |
|                                           | EXG                                       | Raynaldo Ruiz                             | Orléans 100% à Gauche                     | 1 299          | 3,72 %       | 2,03 %       |                |             |             |        |
|                                           | LO                                        | Farida Megdoud                            | Lutte Ouvrière                            | 625            | 1,79 %       | 0,98 %       |                |             |             |        |
| Total exprimés                            | Total exprimés                            | Total exprimés                            | Total exprimés                            | 34 952         | 100 %        | 54,54 %      | 37 545         | 100 %       | 58,59 %     |        |
| Total votants : exprimés + blancs ou nuls | Total votants : exprimés + blancs ou nuls | Total votants : exprimés + blancs ou nuls | Total votants : exprimés + blancs ou nuls | 35 949 (997)   | -            | 56,1 %       | 38 338 (793)   | -           | 59,83 %     |        |
| Total inscrits : votants + abstentions    | Total inscrits : votants + abstentions    | Total inscrits : votants + abstentions    | Total inscrits : votants + abstentions    | 64 081 (28132) | -            | 100 %        | 64 082 (25744) | -           | 100 %       |        |

## Élections cantonales
L'élection des conseillers généraux a lieu au scrutin uninominal majoritaire à deux tours, la moitié des sièges dans chaque département étant renouvelée tous les trois ans. Le département du Loiret comprend 41 cantons. La commune d'Orléans comprend six fractions cantonales.

### Orléans-Bannier
- 2004 : Joëlle Beauvallet (PS) est élue conseillère générale au 2e tour avec 51,8 % des suffrages exprimés sur le canton[2] et 51,8 % des voix sur la commune[3]. Elle devance André Dabauvalle (UMP) qui obtient 48,2 % sur la commune et 48,2 % sur le canton. Le taux de participation est de 60,89 % sur la commune et de 60,89 % sur le canton.
- 2011 : Joëlle Beauvallet (PS) est élue conseillère générale au 2e tour avec 54,4 % des suffrages exprimés sur le canton[4] et 54,4 % des voix sur la commune[5]. Elle devance Muriel Cheradame (UMP) qui obtient 45,6 % sur la commune et 45,6 % sur le canton. Le taux de participation est de 43,82 % sur la commune et de 40,94 % sur le canton.

### Orléans-Bourgogne
- 2004 : Jean-Louis Bernard (UMP) est élu conseiller général au 2e tour avec 51,93 % des suffrages exprimés sur le canton[6] et 51,93 % des voix sur la commune[7]. Il devance Liliane Coupez (PRG) qui obtient 48,07 % sur la commune et 48,07 % sur le canton. Le taux de participation est de 58,71 % sur la commune et de 58,71 % sur le canton.
- 2011 : Estelle Touzin (Europe Écologie Les Verts) est élue conseillère générale au 2e tour avec 50,95 % des suffrages exprimés sur le canton[8] et 50,95 % des voix sur la commune[9]. Elle devance Catherine Mauroy (UMP) qui obtient 49,05 % sur la commune et 49,05 % sur le canton. Le taux de participation est de 41,76 % sur la commune et de 39,96 % sur le canton.

### Orléans-Carmes
- 2008 : Jean-Pierre Gabelle (PS) est élu conseiller général au 2e tour avec 58,64 % des suffrages exprimés sur le canton[10] et 58,64 % sur la commune[11]. Il devance Jean-Philippe Grand (Europe Écologie Les Verts) qui obtient 41,36 % sur la commune et 41,36 % sur le canton. Le taux de participation est de 58,06 % sur la commune et de 58,06 % sur le canton.

### Orléans-Saint-Marc-Argonne
- 2008 : Micheline Prahecq (PS) est élue conseillère générale au 2e tour avec 56,24 % des suffrages exprimés sur le canton[12] et 56,24 % sur la commune[13]. Elle devance Grégoire Mallein (Divers droite) qui obtient 43,76 % sur la commune et 43,76 % sur le canton. Le taux de participation est de 54,58 % sur la commune et de 54,58 % sur le canton.

### Orléans-Saint-Marceau
- 2008 : Michel Brard (PS) est élu conseiller général au 2e tour avec 52,7 % des suffrages exprimés sur le canton[14] et 52,7 % sur la commune[15]. Il devance Gérard Gainier (UMP) qui obtient 47,3 % sur la commune et 47,3 % sur le canton. Le taux de participation est de 57,43 % sur la commune et de 57,43 % sur le canton.

### Orléans-La Source
- 2008 : Michel Ricoud (Parti communiste français) est élu conseiller général au 2e tour avec 64,87 % des suffrages exprimés sur le canton[16] et 64,87 % sur la commune[17]. Il devance Michel Languerre (UMP) qui obtient 35,13 % sur la commune et 35,13 % sur le canton. Le taux de participation est de 57,67 % sur la commune et de 57,67 % sur le canton.

## Élections régionales
Les élections régionales renouvellent les 25 conseils régionaux de Métropole et d'outre-mer ainsi que l'Assemblée de Corse. Les conseillers régionaux sont élus dans chaque région au scrutin de liste à deux tours sans adjonction ni suppression de noms et sans modification de l'ordre de présentation. Dans la région Centre, 77 sièges sont à pourvoir. 

### 2010
Les élections régionales de 2010 ont lieu les 14 et 21 mars. Les résultats pour la commune sont les suivants :
|  | Tendance                | Tête de liste    | Liste                                             | Commune | Région  | Sièges |
|  | ----------------------- | ---------------- | ------------------------------------------------- | ------- | ------- | ------ |
|  | Union de la gauche      | François Bonneau | Ensemble pour la région Centre                    | 54,31 % | 50 %    | 49     |
|  | Majorité présidentielle | Hervé Novelli    | Il faut changer pour mieux vivre en région Centre | 35,98 % | 36,46 % | 21     |
|  | FN                      | Philippe Loiseau | Les Français d'abord                              | 9,71 %  | 13,54 % | 7      |

### 2004
Les élections régionales de 2004 ont lieu les 21 et 28 mars.Les résultats pour la commune sont les suivants :
|  | Tendance                         | Tête de liste | Liste                                                                                            | Commune | Région  | Sièges |
|  | -------------------------------- | ------------- | ------------------------------------------------------------------------------------------------ | ------- | ------- | ------ |
|  | PS - PCF - Les Verts - PRG - MRC | Michel Sapin  | L'union à gauche                                                                                 | 50,98 % | 49,15 % | 48     |
|  | UMP - MPF                        | Serge Vinçon  | La nouvelle équipe du Centre                                                                     | 37,99 % | 34,39 % | 20     |
|  | FN                               | Jean Verdon   | Front national pour la région Centre présentée par Jean-Marie Le Pen et conduite par Jean Verdon | 11,03 % | 16,46 % | 9      |

## Élections législatives

### 2012
Les élections législatives de 2012 se déroulent sur deux tours de scrutin les 10 et 17 juin, dans la continuité de l'élection présidentielle qui s'est tenue les 22 avril et 6 mai 2012, selon un mode de scrutin uninominal majoritaire à deux tours. Un redécoupage des circonscriptions législatives est réalisé en 2010 pour tenir compte de l'évolution de la démographie française et pour répondre à une demande du Conseil constitutionnel. Le nombre total de députés, 577, désormais inscrit dans la Constitution depuis la réforme de la constitution française de juillet 2008, reste inchangé, mais certains départements voient le nombre de circonscriptions et leur composition modifiés. Le département du Loiret voit ainsi leur nombre passer de 5 à 6.

La commune d'Orléans est sur le territoire de trois circonscriptions, dont les résultats au second tour sont les suivants :
- 1re circonscription : 56,61 % pour Jean-Philippe Grand (VEC), 43,39 % pour Olivier Carré (UMP, élu au 2e tour avec 51,84 % des suffrages exprimés[30]), 54,55 % de participation[31].
- 2e circonscription : 52,19 % pour Serge Grouard (UMP, élu au 2e tour avec 50,37 % des suffrages exprimés[32]), 47,81 % pour Christophe Chaillou (PS), 61,01 % de participation[33].
- 6e circonscription : 54,82 % pour Valérie Corre (PS, élue au 2e tour avec 50,14 % des suffrages exprimés[34]), 45,18 % pour Charles-Eric Lemaignen (UMP), 55,22 % de participation[35].

### 2007
Les élections législatives de 2007 se déroulent sur deux tours de scrutin les 10 et 17 juin. Le découpage électoral est le même que celui des élections de 2002. Sans surprise, la majorité sortante UMP est reconduite, quelques semaines après l'élection de Nicolas Sarkozy à la présidence de la République, avec toutefois un nombre de sièges réduit par rapport aux précédentes élections. 
La commune d'Orléans est sur le territoire de trois circonscriptions, dont les résultats au second tour sont les suivants :
- 1re circonscription : 53,1 % pour Marie-Madeleine Mialot (UMP), 46,9 % pour Olivier Carre (Union pour la Majorité présidentielle, élu au 2e tour avec 54,95 % des suffrages exprimés[36]), 40,41 % de participation[37].
- 2e circonscription : 57,51 % pour Serge Grouard (UMP, élu au 2e tour avec 54,65 % des suffrages exprimés[38]), 42,49 % pour Christophe Chaillou (PS), 42,36 % de participation[39].
- 3e circonscription : 50,61 % pour Jean-Louis Bernard (Union pour la Majorité présidentielle, élu au 2e tour avec 55,5 % des suffrages exprimés[40]), 49,39 % pour Micheline Prahecq (UMP), 41,8 % de participation[41].

### 2002
Les élections législatives de 2002 des députés de la XIIe législature ont lieu les 9 et 16 juin 2002, dans la foulée de l'élection présidentielle de 2002 qui a vu la réélection de Jacques Chirac. Les députés sont élus au scrutin uninominal majoritaire à deux tours dans 577 circonscriptions, le département du Loiret en comportant cinq. La commune d'Orléans est sur le territoire de trois circonscriptions, dont les résultats au second tour sont les suivants :
- 1re circonscription : 51,92 % pour Antoine Carré (Union pour la Majorité présidentielle, élu au 2e tour avec 59,46 % des suffrages exprimés), 48,08 % pour Jean-Pierre Delport (PS), 55,82 % de participation[42].
- 2e circonscription : 60,84 % pour Serge Grouard (Union pour la Majorité présidentielle, élu au 2e tour avec 57,59 % des suffrages exprimés), 39,16 % pour Christophe Chaillou (PS), 59,54 % de participation[43].
- 3e circonscription : 57,73 % pour Jean-Louis Bernard (Union pour la Majorité présidentielle, élu au 2e tour avec 60,36 % des suffrages exprimés), 42,27 % pour Jean-François Laval (Verts), 55,4 % de participation[44].

## Élections présidentielles

### 2012
Le premier tour de l'élection présidentielle de 2012 voit s'affronter dix candidats. François Hollande, candidat du Parti socialiste, et Nicolas Sarkozy, président sortant et candidat de l'UMP, se qualifient pour le second tour, avec respectivement 28,63 % et 27,18 % des suffrages exprimés. Parmi les candidats éliminés, Marine Le Pen (17,90 %), Jean-Luc Mélenchon (11,10 %) et François Bayrou (9,13 %) obtiennent des scores significatifs. À l'issue du second tour, deux semaines plus tard, François Hollande est élu président de la République avec 51,64 % des suffrages exprimés, contre 48,36 % à son adversaire.
À Orléans, François Hollande arrive en tête du premier tour avec 32,62 %, suivi de Nicolas Sarkozy avec 28,33 %, puis de Marine Le Pen avec 12,13 %, puis Jean-Luc Mélenchon avec 10,83 %, puis François Bayrou avec 9,96 %, aucun autre candidat ne dépassant le seuil des 5 %. Au second tour, les électeurs ont voté à 54,38 % pour François Hollande contre 45,62 % pour Nicolas Sarkozy avec un taux d’abstention de 19,71 %.
|                                           | Parti          | Nom                   | Premier tour | Premier tour   | Premier tour | Second tour | Second tour | Second tour |
| Voix                                      | Parti          | Nom                   | %            | %              | Voix         | %           | %           |             |
| Voix                                      | Parti          | Nom                   | Exprimés     | Inscrits       | Voix         | Exprimés    | Inscrits    |             |
| ----------------------------------------- | -------------- | --------------------- | ------------ | -------------- | ------------ | ----------- | ----------- | ----------- |
|                                           | PS-PRG         | François Hollande     | 15 564       | 32,62 %        | 25,55 %      | 25 296      | 54,38 %     | 41,5        |
|                                           | UMP-NC         | Nicolas Sarkozy       | 13 515       | 28,33 %        | 22,19 %      | 21 222      | 45,62 %     | 34,82       |
|                                           | FN             | Marine Le Pen         | 5788         | 12,13 %        | 9,50 %       |             |             |             |
|                                           | FG-PCF         | Jean-Luc Mélenchon    | 5168         | 10,83 %        | 8,48 %       |             |             |             |
|                                           | MoDem          | François Bayrou       | 4751         | 9,96 %         | 7,80 %       |             |             |             |
|                                           | EELV           | Eva Joly              | 1389         | 2,91 %         | 2,28 %       |             |             |             |
|                                           | DLR            | Nicolas Dupont-Aignan | 762          | 1,6 %          | 1,25 %       |             |             |             |
|                                           | NPA            | Philippe Poutou       | 433          | 0,91 %         | 0,71 %       |             |             |             |
|                                           | LO             | Nathalie Arthaud      | 227          | 0,48 %         | 0,37 %       |             |             |             |
|                                           | SP             | Jacques Cheminade     | 113          | 0,24 %         | 0,19 %       |             |             |             |
|                                           |                | Total exprimés        | 47 710       | -              | 78,33 %      | 46 518      | -           | 76,32 %     |
| Total votants : exprimés + blancs ou nuls | 48 544 (834)   | -                     | 79,7 %       | 48 936 (2418)  | -            | 80,29 %     |             |             |
| Total inscrits : votants + abstentions    | 60 912 (12368) | -                     | 100 %        | 60 949 (12013) | -            | 100 %       |             |             |

### 2007
Le premier tour de l'élection présidentielle de 2007 a été marqué par une participation exceptionnelle avec un score de 83,97 % des inscrits. Ce taux est comparable à celui du premier tour de l'élection présidentielle de 1965 qui était de 84,7 % et celle de 1974 qui était de 84,2 %. Nicolas Sarkozy (31,18 %) et Ségolène Royal (25,87 %) arrivent en tête pour le premier tour de l'élection devant François Bayrou (18,57 %) et Jean-Marie Le Pen (10,44 %). Au second tour, Nicolas Sarkozy est élu Président de la République française, avec 53,06 % des suffrages, contre Ségolène Royal avec 46,94 %. 
À Orléans Nicolas Sarkozy est arrivé en tête au premier tour avec 32,44 %, suivi de Ségolène Royal avec 29,07 %, François Bayrou avec 19,91 % et enfin Jean-Marie Le Pen avec 7,15 %, aucun autre candidat ne dépassant le seuil des 5 %. Au second tour, les électeurs ont voté à 51,76 % pour Nicolas Sarkozy contre 48,24 % pour Ségolène Royal avec un taux d’abstention de 18,72 %.
|                                           | Parti          | Nom                  | Premier tour | Premier tour   | Premier tour | Second tour | Second tour | Second tour |
| Voix                                      | Parti          | Nom                  | %            | %              | Voix         | %           | %           |             |
| Voix                                      | Parti          | Nom                  | Exprimés     | Inscrits       | Voix         | Exprimés    | Inscrits    |             |
| ----------------------------------------- | -------------- | -------------------- | ------------ | -------------- | ------------ | ----------- | ----------- | ----------- |
|                                           | UMP            | Nicolas Sarkozy      | 16 329       | 32,44 %        | 25,64 %      | 25 729      | 51,76 %     | 40,41 %     |
|                                           | PS             | Ségolène Royal       | 14 635       | 29,07 %        | 24,16 %      | 23 979      | 48,24 %     | 37,66 %     |
|                                           | MoDem          | François Bayrou      | 10021        | 19,91 %        | 16,55 %      |             |             |             |
|                                           | FN             | Jean-Marie Le Pen    | 3601         | 7,15 %         | 5,95 %       |             |             |             |
|                                           | LCR            | Olivier Besancenot   | 1606         | 3,19 %         | 2,65 %       |             |             |             |
|                                           | MPF            | Philippe de Villiers | 1091         | 2,17 %         | 1,80 %       |             |             |             |
|                                           | Verts          | Dominique Voynet     | 934          | 1,86 %         | 1,54 %       |             |             |             |
|                                           | PCF            | Marie-George Buffet  | 786          | 1,56 %         | 1,30 %       |             |             |             |
|                                           | SE             | José Bové            | 548          | 1,09 %         | 0,90 %       |             |             |             |
|                                           | LO             | Arlette Laguiller    | 484          | 0,96 %         | 0,80 %       |             |             |             |
|                                           | CPNT           | Frédéric Nihous      | 190          | 0,38 %         | 0,31 %       |             |             |             |
|                                           | PT             | Gérard Schivardi     | 112          | 0,22 %         | 0,18 %       |             |             |             |
|                                           |                | Total exprimés       | 50 337       | -              | 79,07 %      | 49 708      | -           | 78,07 %     |
| Total votants : exprimés + blancs ou nuls | 50 893 (556)   | -                    | 79,94 %      | 51 755 (2047)  | -            | 81,28 %     |             |             |
| Total inscrits : votants + abstentions    | 63 662 (12769) | -                    | 100 %        | 63 673 (11918) | -            | 100 %       |             |             |

### 2002
Le 21 avril 2002 est inédit dans la vie politique française, puisqu'un représentant d'un parti classé à l'extrême droite de l'échiquier politique a réussi à se qualifier pour le second tour d'une élection présidentielle. Jacques Chirac est réélu président de la république avec le plus fort score depuis la création de la Cinquième République : 82,21 % ; Jean-Marie Le Pen obtient 17,79 % des suffrages exprimés.
 À Orléans, Jacques Chirac arrive en tête au premier tour avec 20,73 %, suivi de Lionel Jospin avec 17,06 % et enfin de Jean-Marie Le Pen avec 14,84 %. Viennent ensuite François Bayrou avec 8,34 %, puis Jean-Pierre Chevènement avec 6,47 % et Noël Mamère avec 6,39 %, aucun autre candidat ne dépassant le seuil des 5 %. Au second tour, les électeurs ont voté à 87,01 % pour Jacques Chirac contre 12,99 % pour Jean-Marie Le Pen avec un taux d’abstention de 23,1 %, résultat supérieur aux tendances nationales.
|                                           | Parti          | Nom                     | Premier tour | Premier tour   | Premier tour | Second tour | Second tour | Second tour |
| Voix                                      | Parti          | Nom                     | %            | %              | Voix         | %           | %           |             |
| Voix                                      | Parti          | Nom                     | Exprimés     | Inscrits       | Voix         | Exprimés    | Inscrits    |             |
| ----------------------------------------- | -------------- | ----------------------- | ------------ | -------------- | ------------ | ----------- | ----------- | ----------- |
|                                           | UMP            | Jacques Chirac          | 8 465        | 20,73 %        | 13,98 %      | 38 927      | 87,01 %     | 64,27 %     |
|                                           | PS             | Lionel Jospin           | 6 965        | 17,06 %        | 11,50 %      |             |             |             |
|                                           | FN             | Jean-Marie Le Pen       | 6058         | 14,84 %        | 10,0 %       | 5 813       | 12,99 %     | 9,6 %       |
|                                           | MoDem          | François Bayrou         | 3406         | 8,34 %         | 5,62 %       |             |             |             |
|                                           | MRC            | Jean-Pierre Chevènement | 2642         | 6,47 %         | 4,36 %       |             |             |             |
|                                           | Verts          | Noël Mamère             | 2611         | 6,39 %         | 4,31 %       |             |             |             |
|                                           | DL             | Alain Madelin           | 1762         | 4,32 %         | 2,91 %       |             |             |             |
|                                           | LO             | Arlette Laguiller       | 1757         | 4,3 %          | 2,90 %       |             |             |             |
|                                           | LCR            | Olivier Besancenot      | 1467         | 3,59 %         | 2,42 %       |             |             |             |
|                                           | PRG            | Christiane Taubira      | 1238         | 3,03 %         | 2,4 %        |             |             |             |
|                                           | PCF            | Robert Hue              | 1074         | 2,63 %         | 1,77 %       |             |             |             |
|                                           | Cap21          | Corinne Lepage          | 964          | 2,36 %         | 1,59 %       |             |             |             |
|                                           | MNR            | Bruno Mégret            | 886          | 2,17 %         | 1,46 %       |             |             |             |
|                                           | FRS            | Christine Boutin        | 790          | 1,93 %         | 1,30 %       |             |             |             |
|                                           | CPNT           | Jean Saint-Josse        | 618          | 1,51 %         | 1,2 %        |             |             |             |
|                                           | PT             | Daniel Gluckstein       | 131          | 0,32 %         | 0,22 %       |             |             |             |
|                                           |                | Total exprimés          | 40 834       | -              | 67,42 %      | 44 740      | -           | 73,87 %     |
| Total votants : exprimés + blancs ou nuls | 41 863 (1029)  | -                       | 69,12 %      | 46 578 (1838)  | -            | 76,9 %      |             |             |
| Total inscrits : votants + abstentions    | 60 568 (18705) | -                       | 100 %        | 60 567 (13989) | -            | 100 %       |             |             |

## Référendums
Le référendum sur le quinquennat présidentiel, visant à réduire la durée du mandat présidentiel de sept à cinq ans, a lieu le 24 septembre 2000. La question posée est : « Approuvez-vous le projet de loi constitutionnelle fixant la durée du mandat du président de la République à cinq ans ? » Les électeurs votent « oui » à une large majorité (73,21 % des suffrages exprimés), dans un contexte de forte abstention (69,81 %). Localement, les votes sont respectivement de 70,96 % pour le "oui" et de 29,04 % pour le "non".
Le référendum français sur le traité établissant une Constitution pour l'Europe a eu lieu le 29 mai 2005. À la question « Approuvez-vous le projet de loi qui autorise la ratification du traité établissant une Constitution pour l'Europe ? », le « non » recueille 54,68 % des suffrages exprimés. Ce troisième référendum français sur un traité européen (après ceux de 1972 et 1992) est le premier à être rejeté. Localement les électeurs de la commune votent à 56,34 % pour le "oui" et à 43,66 % pour le "non".
| Référendums. | Référendums.      | Référendums.      | Référendums.      | Référendums.      | Référendums.      | Référendums.      | Référendums.  |
| Année        | Oui (national)    | Oui (national)    | Oui (national)    | Non (national)    | Non (national)    | Non (national)    | Participation |
| ------------ | ----------------- | ----------------- | ----------------- | ----------------- | ----------------- | ----------------- | ------------- |
| 2000         | 70,96 % (73,21 %) | 70,96 % (73,21 %) | 70,96 % (73,21 %) | 29,04 % (26,79 %) | 29,04 % (26,79 %) | 29,04 % (26,79 %) | 29,72 %       |
| 2005         | 56,34 % (45,33 %) | 56,34 % (45,33 %) | 56,34 % (45,33 %) | 43,66 % (54,67 %) | 43,66 % (54,67 %) | 43,66 % (54,67 %) | 65,58 %       |